# دریاچه حبانیه
دریاچه حبانیه (عربی: بحیرة الحبانیة) دریاچه‌ای کم عمق و طبیعی در استان انبار در غرب بغداد است.